# Денніс Джонсон
Денніс Вейн Джонсон (англ. Dennis Wayne Johnson, 18 вересня 1954, Лос-Анджелес — 22 лютого 2007, Остін) — американський професіональний баскетболіст, що грав на позиції захисника  за декілька команд НБА, зокрема за «Бостон Селтікс», яка навіки закріпила за ним ігровий №3. Триразовий чемпіон НБА. Згодом — баскетбольний тренер.
2010 року введений до Баскетбольної Зали слави (як гравець).

## Ігрова кар'єра

### Ранні роки
На університетському рівні грав за команду Гарбор Коледж (1972–1975) та Пеппердін (1975–1976). Ще після школи не вважався талановитим гравцем та у всіх командах отримував малу кількість ігрового часу. Однак уже в другому коледжі демонстрував солідні цифри у 15,7 очок за гру.

### Сіетл
1976 року був обраний у другому раунді драфту НБА під загальним 29-м номером командою «Сіетл Суперсонікс». Професійну кар'єру розпочав 1976 року виступами за тих же «Сіетл Суперсонікс», захищав кольори команди із Сіетла протягом наступних 4 сезонів. У своєму дебютному сезоні набирав 9,2 очка за гру, будучи резервним гравцем Сліка Воттса та Фреда Брауна. Команда здобула лише 40 перемог у сезоні, через що головний тренер Білл Расселл був змушений подати у відставку. Наступного сезону команда програла 17 матчів з перших 22, після чого був звільнений головний тренер Боб Гопкінс. Наступний головним тренером «Сіетла» став Ленні Вілкенс, який відразу ж зробив Джонсона гравцем стартової п'ятірки. Саме в цей період гравець отримав прізвисько «Ді Джей» від оголошувача на арені, для того, щоб відрізняти всіх Джонсонів у команді (інші гравці Джон Джонсон та Вінні Джонсон отримали відповідно прізвиська «Джей Джей» та «Ві Джей»).
Наступного сезону допоміг команді здобути 47 перемог у сезоні та пробитися до плей-оф. У першому раунді плей-оф «Сіетл» переміг «Лос-Анджелес Лейкерс», у другому — «Портленд Трейл-Блейзерс», а у фіналі Західної конференції — «Денвер Наггетс». У фіналі НБА «Сіетл» зустрівся з «Вашингтон Буллетс» та вів у рахунку 3—2. У третьому матчі Джонсон зробив 7 блок-шотів, що стало рекордом НБА серед захисників. Серія дійшла до сьомого матчу, де перемогу святкував «Вашингтон», а сам Джонсон провалив матч, не влучивши жодного разу зі своїх 14-и спроб.
Наступного року «Сіетл» знову зустрівся з «Вашингтоном» у фіналі й цього разу виграв у серії з п'яти матчів. А нагороду Найціннішого гравця Фіналу НБА отримав саме Джонсон.
Наступного сезону Джонсон вдруге зіграв на матчі всіх зірок НБА та дійшов з командою до фіналу Західної конференції. Там сильнішими виявилися «Лос-Анджелес Лейкерс» з такими зірками у складі як Джамал Вілкс, Меджик Джонсон та Карім Абдул-Джаббар.

### Фінікс
З 1980 по 1983 рік також грав у складі «Фінікс Санз», куди був обміняний на Пола Вестфала та драфт-піки. Під час перебування у Фініксі двічі виступав на матчах всіх зірок та був першою атакувальною опцією у «Санз».

### Бостон
Останньою ж командою в кар'єрі гравця стала «Бостон Селтікс», до складу якої він приєднався 1983 року і за яку відіграв 7 сезонів. Він приєднався до найкращої передньої лінії в лізі, яку уособлювали Ларрі Берд, Роберт Періш та Кевін Макгейл. Граючи раніше на позиції атакуючого захисника, в Бостоні Джонсон змінив амплуа на розігруючого захисника. 1984 року допоміг команді стати чемпіоном НБА, вдало зігравши у фіналі проти Меджика Джонсона, коли «Селтікс» виграли 4—3 у «Лейкерс».
Наступного сезону ці ж команди знову зустрілись у фіналі. Проте цього разу перемогу святкували «Лейкерс».
У сезоні 1985—1986 «Бостон» знову демонстрував впевнену гру, дійшовши до фіналу НБА. Там «Селтікс» зустрілись з «Х'юстоном», лідерами якого були «Вежі-близнюки» Ральф Семпсон та Хакім Оладжувон. «Бостон», якого повів найцінніший гравець фіналу Ларрі Берд, виграв серію, яка склалась з шести матчів.
Наступного сезону у плей-оф «Бостон» зіткнувся з великим опором «Мілвокі Бакс» у півфіналі Східної конференції. Врешті, пройшовши до фіналу конференції, «Селтікс» перемогли амбітних «Детройт Пістонс». Серія супроводжувалась напруженими матчами та боротьбою Білла Леймбіра з Бердом і Перішем, а також Денніса Родмана з Джонсоном. У фіналі НБА «Бостон» вчергове зустрівся з «Лейкерс» та програв серію 2—4.
Наступні три сезони були розчаровуючими для команди. Старіюча команда ледве пробивалася до плей-оф, де вилітала в першому ж раунді. Індивідуальна статистика Джонсона погіршувалась разом з командною. Після сезону 1989—1990 гравець завершив кар'єру.

## Статистика виступів в НБА
| † | Позначає сезон, в якому Денніс Джонсон ставав чемпіоном НБА |

### Регулярний сезон
| Сезон              | Команда             | GP    | GS  | MPG  | FG%  | 3P%  | FT%  | RPG | APG | SPG | BPG | PPG  |
| ------------------ | ------------------- | ----- | --- | ---- | ---- | ---- | ---- | --- | --- | --- | --- | ---- |
| 1976–77            | «Сіетл Суперсонікс» | 81    | –   | 20.6 | .504 | –    | .624 | 3.7 | 1.5 | 1.5 | 0.7 | 9.2  |
| 1977–78            | «Сіетл Суперсонікс» | 81    | –   | 27.3 | .417 | –    | .732 | 3.6 | 2.8 | 1.5 | 0.6 | 12.7 |
| 1978–79†           | «Сіетл Суперсонікс» | 80    | –   | 34.0 | .434 | –    | .781 | 4.7 | 3.5 | 1.3 | 1.2 | 15.9 |
| 1979–80            | «Сіетл Суперсонікс» | 81    | –   | 36.3 | .422 | .207 | .780 | 5.1 | 4.1 | 1.8 | 1.0 | 19.0 |
| 1980–81            | «Фінікс Санз»       | 79    | –   | 33.1 | .436 | .216 | .820 | 4.6 | 3.7 | 1.7 | 0.8 | 18.8 |
| 1981–82            | «Фінікс Санз»       | 80    | 77  | 36.7 | .470 | .190 | .806 | 5.1 | 4.6 | 1.3 | 0.7 | 19.5 |
| 1982–83            | «Фінікс Санз»       | 77    | 74  | 33.1 | .462 | .161 | .791 | 4.4 | 5.0 | 1.3 | 0.5 | 14.2 |
| 1983–84†           | «Бостон Селтікс»    | 80    | 78  | 33.3 | .437 | .125 | .852 | 3.5 | 4.2 | 1.2 | 0.7 | 13.2 |
| 1984–85            | «Бостон Селтікс»    | 80    | 77  | 37.2 | .462 | .269 | .853 | 4.0 | 6.8 | 1.2 | 0.5 | 15.7 |
| 1985–86†           | «Бостон Селтікс»    | 78    | 78  | 35.0 | .455 | .143 | .818 | 3.4 | 5.8 | 1.4 | 0.4 | 15.6 |
| 1986–87            | «Бостон Селтікс»    | 79    | 78  | 37.1 | .444 | .113 | .833 | 3.3 | 7.5 | 1.1 | 0.5 | 13.4 |
| 1987–88            | «Бостон Селтікс»    | 77    | 74  | 34.7 | .438 | .261 | .856 | 3.1 | 7.8 | 1.2 | 0.4 | 12.6 |
| 1988–89            | «Бостон Селтікс»    | 72    | 72  | 32.1 | .434 | .140 | .821 | 2.6 | 6.6 | 1.3 | 0.3 | 10.0 |
| 1989–90            | «Бостон Селтікс»    | 75    | 65  | 27.1 | .434 | .042 | .843 | 2.7 | 6.5 | 1.1 | 0.2 | 7.1  |
| Усього за кар'єру  | Усього за кар'єру   | 1,100 | 673 | 32.7 | .445 | .172 | .797 | 3.9 | 5.0 | 1.3 | 0.6 | 14.1 |
| В іграх усіх зірок | В іграх усіх зірок  | 5     | 0   | 19.6 | .541 | –    | .864 | 3.6 | 1.8 | 1.0 | 0.8 | 11.8 |

### Плей-оф
| Сезон             | Команда             | GP  | GS | MPG  | FG%  | 3P%  | FT%   | RPG | APG | SPG | BPG | PPG  |
| ----------------- | ------------------- | --- | -- | ---- | ---- | ---- | ----- | --- | --- | --- | --- | ---- |
| 1978              | «Сіетл Суперсонікс» | 22  | –  | 37.6 | .412 | –    | .704  | 4.6 | 3.3 | 1.0 | 1.0 | 16.1 |
| 1979†             | «Сіетл Суперсонікс» | 17  | –  | 40.1 | .450 | –    | .771  | 6.1 | 4.1 | 1.6 | 1.5 | 20.9 |
| 1980              | «Сіетл Суперсонікс» | 15  | –  | 38.8 | .410 | .333 | .839  | 4.3 | 3.8 | 1.8 | 0.7 | 17.1 |
| 1981              | «Фінікс Санз»       | 7   | –  | 38.1 | .473 | .200 | .762  | 4.7 | 2.9 | 1.3 | 1.3 | 19.6 |
| 1982              | «Фінікс Санз»       | 7   | –  | 38.7 | .477 | .000 | .769  | 4.4 | 4.6 | 2.1 | 0.6 | 22.3 |
| 1983              | «Фінікс Санз»       | 3   | –  | 36.0 | .458 | .000 | .833  | 7.7 | 5.7 | 1.7 | 0.7 | 18.0 |
| 1984†             | «Бостон Селтікс»    | 22  | –  | 36.7 | .404 | .429 | .867  | 3.6 | 4.4 | 1.1 | 0.3 | 16.6 |
| 1985              | «Бостон Селтікс»    | 21  | 21 | 40.4 | .445 | .000 | .860  | 4.0 | 7.3 | 1.5 | 0.4 | 17.3 |
| 1986†             | «Бостон Селтікс»    | 18  | 18 | 39.7 | .445 | .375 | .798  | 4.2 | 5.9 | 2.2 | 0.3 | 16.2 |
| 1987              | «Бостон Селтікс»    | 23  | 23 | 41.9 | .465 | .115 | .850  | 4.0 | 8.9 | 0.7 | 0.3 | 18.9 |
| 1988              | «Бостон Селтікс»    | 17  | 17 | 41.3 | .433 | .375 | .796  | 4.5 | 8.2 | 1.4 | 0.5 | 15.9 |
| 1989              | «Бостон Селтікс»    | 3   | 1  | 19.7 | .267 | –    | –     | 1.3 | 3.0 | 1.0 | 0.0 | 2.7  |
| 1990              | «Бостон Селтікс»    | 5   | 5  | 32.4 | .484 | .333 | 1.000 | 2.8 | 5.6 | 0.4 | 0.4 | 13.8 |
| Усього за кар'єру | Усього за кар'єру   | 180 | 85 | 38.9 | .439 | .239 | .802  | 4.3 | 5.6 | 1.4 | 0.6 | 17.3 |

## Тренерська робота
Після завершення ігрової кар'єри став скаутом «Бостон Селтікс».
З 1993 по 1997 рік працював асистентом головного тренера «Бостона».
1999 року став головним тренером команди «Ла-Кросс Бобкетс», в якій пропрацював до 2000 року.
Протягом 2003 року очолював тренерський штаб команди «Лос-Анджелес Кліпперс».
Протягом 2004—2005 років очолював тренерський штаб команди «Флорида Флейм».
Останнім місцем тренерської роботи була команда «Остін Торос», головним тренером якої Денніс Джонсон був з 2005 по 2007 рік.

### Тренерська статистика
| Команда                 | Сезон   | G  | W | L  | W–L% | Місце                 | PG | PW | PL | PW–L% | Результат            |
| ----------------------- | ------- | -- | - | -- | ---- | --------------------- | -- | -- | -- | ----- | -------------------- |
| «Лос-Анджелес Кліпперс» | 2002–03 | 24 | 8 | 16 | .333 | 7-е в Тихоокеанському | —  | —  | —  | —     | не вийшли до плей-оф |
| Усього                  |         | 24 | 8 | 16 | .333 |                       | —  | —  | —  | —     |                      |

## Особисте життя
Джонсон був у шлюбі з дружиною Донною 31 рік. У подружжя було троє дітей: Двейн, Деніз та Деніел.
20 жовтня 1997 року був арештований через погрози ножем дружині та 17-річному сину. Згодом дружина відкликала заяву і обвинувачення були зняті.
22 лютого 2007 року під час тренування команди «Остін Торос» у Джонсона стався серцевий напад. Незважаючи на термінову госпіталізацію, лікарі не змогли його врятувати і він помер.